# Associazione Calcio Marzotto 1952-1953
Questa voce raccoglie le informazioni riguardanti l'Associazione Calcio Marzotto nelle competizioni ufficiali della stagione 1952-1953.

## Rosa
| N. |                   | Ruolo | Calciatore        |
| -- | ----------------- | ----- | ----------------- |
|    | Italia (bandiera) | C     | Marino Bergamasco |
|    | Italia (bandiera) | A     | Dino Dania        |
|    | Italia (bandiera) | C     | Diego Fanin       |
|    | Italia (bandiera) | C     | Livio Fongaro     |
|    | Italia (bandiera) | C     | Giancarlo Forlani |
|    | Italia (bandiera) | C     | Angelo Gandini    |
|    | Italia (bandiera) | A     | Giacomo Grisa     |
|    | Italia (bandiera) | D     | Paolo Guaschino   |
|    | Italia (bandiera) | D     | Bruno Maran       |
|    | Italia (bandiera) | A     | Alberto Marchetti |
|    | Italia (bandiera) | C     | Enea Masiero      |

| N. |                   | Ruolo | Calciatore             |
| -- | ----------------- | ----- | ---------------------- |
|    | Italia (bandiera) | A     | Nicola Novali          |
|    | Italia (bandiera) | A     | Ferdinando Parise      |
|    | Italia (bandiera) | A     | Bruno Quaresima        |
|    | Italia (bandiera) | C     | Mario Remonti          |
|    | Italia (bandiera) | D     | Secondo Scarrone       |
|    | Italia (bandiera) | D     | Onorio Scomazzon       |
|    | Italia (bandiera) | P     | Gianbattista Servidati |
|    | Italia (bandiera) | A     | Aldo Simoncello        |
|    | Italia (bandiera) | C     | Marcello Svorenich     |
|    | Italia (bandiera) | D     | Gino Zanoni            |

## Risultati

### Serie B

#### Girone di andata
| 14 settembre 1952 1ª giornata | Marzotto Valdagno | 1 – 0 | Verona |  |

| 21 settembre 1952 2ª giornata | Messina | 2 – 0 | Marzotto Valdagno |  |

| 28 settembre 1952 3ª giornata | Siracusa | 1 – 1 | Marzotto Valdagno |  |

| 5 ottobre 1952 4ª giornata | Marzotto Valdagno | 1 – 0 | Brescia |  |

| 12 ottobre 1952 5ª giornata | Fanfulla | 2 – 2 | Marzotto Valdagno |  |

| 19 ottobre 1952 6ª giornata | Marzotto Valdagno | 0 – 1 | Genoa |  |

| 1º novembre 1952 7ª giornata | Vicenza | 0 – 0 | Marzotto Valdagno |  |

| 9 novembre 1952 8ª giornata | Marzotto Valdagno | 1 – 1 | Piombino |  |

| 16 novembre 1952 9ª giornata | Legnano | 1 – 0 | Marzotto Valdagno |  |

| 23 novembre 1952 10ª giornata | Marzotto Valdagno | 4 – 0 | Salernitana |  |

| 30 novembre 1952 11ª giornata | Marzotto Valdagno | 2 – 0 | Treviso |  |

| 7 dicembre 1952 12ª giornata | Monza | 1 – 0 | Marzotto Valdagno |  |

| 14 dicembre 1952 13ª giornata | Marzotto Valdagno | 3 – 0 | Cagliari |  |

| 21 dicembre 1952 14ª giornata | Marzotto Valdagno | 1 – 0 | Lucchese |  |

| 4 gennaio 1953 15ª giornata | Padova | 2 – 0 | Marzotto Valdagno |  |

| 11 gennaio 1953 16ª giornata | Modena | 0 – 1 | Marzotto Valdagno |  |

| 18 gennaio 1953 17ª giornata | Marzotto Valdagno | 2 – 0 | Catania |  |

#### Girone di ritorno
| 25 gennaio 1953 18ª giornata | Verona | 2 – 1 | Marzotto Valdagno |  |

| 1º febbraio 1953 19ª giornata | Marzotto Valdagno | 0 – 0 | Messina |  |

| 8 febbraio 1953 20ª giornata | Marzotto Valdagno | 2 – 0 | Siracusa |  |

| 15 febbraio 1953 21ª giornata | Brescia | 0 – 0 | Marzotto Valdagno |  |

| 22 febbraio 1953 22ª giornata | Marzotto Valdagno | 3 – 2 | Fanfulla |  |

| 1º marzo 1953 23ª giornata | Genoa | 0 – 0 | Marzotto Valdagno |  |

| 8 marzo 1953 24ª giornata | Marzotto Valdagno | 2 – 0 | Vicenza |  |

| 15 marzo 1953 25ª giornata | Piombino | 0 – 0 | Marzotto Valdagno |  |

| 22 marzo 1953 26ª giornata | Marzotto Valdagno | 1 – 0 | Legnano |  |

| 29 marzo 1953 27ª giornata | Salernitana | 3 – 0 | Marzotto Valdagno |  |

| 5 aprile 1953 28ª giornata | Treviso | 2 – 1 | Marzotto Valdagno |  |

| 12 aprile 1953 29ª giornata | Marzotto Valdagno | 1 – 1 | Monza |  |

| 19 aprile 1953 30ª giornata | Cagliari | 2 – 0 | Marzotto Valdagno |  |

| 3 maggio 1953 31ª giornata | Lucchese | 1 – 1 | Marzotto Valdagno |  |

| 10 maggio 1953 32ª giornata | Marzotto Valdagno | 1 – 0 | Padova |  |

| 24 maggio 1953 33ª giornata | Marzotto Valdagno | 1 – 4 | Modena |  |

| 31 maggio 1953 34ª giornata | Catania | 3 – 0 | Marzotto Valdagno |  |

## Statistiche

### Statistiche di squadra
| Competizione | Punti | In casa | In casa | In casa | In casa | In casa | In casa | In trasferta | In trasferta | In trasferta | In trasferta | In trasferta | In trasferta | Totale | Totale | Totale | Totale | Totale | Totale | DR |
| Competizione | Punti | G       | V       | N       | P       | Gf      | Gs      | G            | V            | N            | P            | Gf           | Gs           | G      | V      | N      | P      | Gf     | Gs     | DR |
| ------------ | ----- | ------- | ------- | ------- | ------- | ------- | ------- | ------------ | ------------ | ------------ | ------------ | ------------ | ------------ | ------ | ------ | ------ | ------ | ------ | ------ | -- |
| Serie B      | 36    | 17      | 12      | 3       | 2       | 26      | 9       | 17           | 1            | 7            | 9            | 7            | 22           | 34     | 13     | 10     | 11     | 33     | 31     | +2 |

### Statistiche dei giocatori
| Giocatore     | Serie B  | Serie B |
| Giocatore     | Presenze | Reti    |
| ------------- | -------- | ------- |
| M. Bergamasco | 9        | 0       |
| D. Dania      | 2        | 0       |
| D. Fanin      | 25       | 1       |
| L. Fongaro    | 28       | 1       |
| G. Forlani    | 24       | 9       |
| A. Gandini    | 1        | 1       |
| G. Grisa      | 24       | 4       |
| P. Guaschino  | 11       | 0       |
| B. Maran      | 34       | 0       |
| A. Marchetti  | 23       | 2       |
| E. Masiero    | 22       | 2       |
| N. Novali     | 9        | 1       |
| F. Parise     | 7        | 1       |
| B. Quaresima  | 29       | 6       |
| M. Remonti    | 25       | 1       |
| S. Scarrone   | 8        | 0       |
| O. Scomazzon  | 1        | 0       |
| G. Servidati  | 34       | -31     |
| A. Simoncello | 9        | 4       |
| M. Svorenich  | 30       | 0       |
| G. Zanoni     | 19       | 0       |